# スポーツ・ハラスメント
スポーツ・ハラスメントとは、学校の運動部活動や地域スポーツクラブ活動で、身体的な暴力や暴言、仲間外れなどして選手を追い詰める嫌がらせ。

## 日本の状況
「クズ」「ドジ」などと罵倒する。顔や体めがけてボールを投げるなど威圧する。異性間、同性間にかかわらず、不必要に胸や腰、太ももなどを触る。アルコールの一気飲みを強要したり意図的に酔いつぶす。スポーツ推薦の進学を難しくするなどの事例がある。公益財団法人日本スポーツ協会に寄せられた暴力行為に関する相談は2015年の39件から2019年は236件と6倍に急増。集団スポーツが多く、バスケットボールが約100件と最多。野球、サッカーがそれぞれ約80件。同協会が所属団体などに事実確認を依頼した結果、2016年度～2019年度の4年間で50人が同協会公認の指導者資格取り消しなどの処分を受けた。五輪・水泳の元日本代表チームドクターで、スポーツ・コンプライアンス教育振興機構の武藤芳照代表理事は「スポーツ界は指導者自身もハラスメントを受けてきた例が多く、再生産されやすい」と指摘。精神力を鍛えるなどの効果を、指導者に加え保護者が信じている場合がいまだにあることも影響している。「最悪の場合は自殺に追い込まれることもある」と武藤理事。進学への不安などから我慢する子もいるが「被害に遭ったら抱え込まず親にそうだんを。親は指導者に説明を求めるといった対応で子を守ってほしい」と話す